# Теория коммуникативного действия
Теория коммуникативного действия — книга немецкого философа и социолога Юргена Хабермаса, вышедшая в 1981 году. В работе представлена одноименная теория, направленная на интегративное понимание социальной реальности. Согласно этой теории, коммуникативная модель нацелена на пересмотр и обновление классического понятия рациональности, а также на определение масштабов критической оценки социального устройства. Сочинение, согласно задумке автора, должно было явиться основанием социальной теории широкого масштаба. Хабермас продолжал развивать теорию и в последующих работах.

## Структура работы
Данный труд Юргена Хабермаса состоит из двух томов.

### Первый том
Первый том работы носит название «Рациональность действия и общественная рационализация». В нём социолог, задавшийся целью противостоять наступлению на разум и науку, затрагивает главным образом темы возможного «воплощения» «основной философской темы» — разума и антиразума — в деятельности людей, их связях, взаимодействиях и объективных жизненных формах.
В этой части своего труда Хабермас, придерживаясь феноменологической традиции, формулирует понятие «жизненного мира» (Lebenswelt) — мира действия, общего для всех людей и осваиваемого в их взаимодействии. Хабермас анализирует формирование образов и картин мира из мифологического подхода к нему, в частности — исследуя его альтернативы (открытость-замкнутость; односторонность—многосторонность; эгоцентризм—мироцентризм познания и т. п.). Осуществляет исследователь этот анализ на основе произведений Леви-Брюля, Кассирера и Леви-Стросса.
В целом, данный том делится на четыре части:
- Введение («Подходы к проблематике рациональности»);
- «Теория рациональности Вебера»;
- «Социальное действие, целевая деятельность и коммуникация»;
- «От Лукача к Адорно: рационализация как овеществление».

Целый ряд социологически-философских концепций (концепции «третьего мира» Поппера, социологических теорий интеракции, принятия решения, т. н. «социологии коммуникации», «аналитической теории действия» (Данто) и т. д.) рассматривается здесь главным образом с точки зрения коммуникации. Так, изучая действия с точки зрения отношения действующего человека-«актора» (Aktor) к миру, автор подразумевает три вида действий: телеологическое (стратегическое), норморегулирующее и драматургическое. Различия между этими видами Хабермас видит в особенностях отношения человека к миру и в установлении различий между самим действием и этим миром.

### Второй том
Название второго тома работы — «Критика функционального разума». Он также разделён на четыре части, которые озаглавлены следующим образом:
- «Изменение парадигмы у Мида и Дюркгейма: от целевой деятельности к коммуникативному действию»;
- «Система и жизненный мир»;
- «Толкотт Парсонс: проблема конструкции общественной теории»;
- «От Парсонса через Вебера к Марксу».

В этом томе труда представлен критический анализ теории символического поведения Дж. Мида, противопоставленной воззрениям Э. Дюркгейма. Хабермас отмечает преимущество последнего, который исследует не только феномены коллективного сознания и индивидуального действия, но и поднимает вопросы развития и дифференциации «социального», что ясно прослеживается в концепции разделения труда и форм солидарности Э. Дюркгейма.
Используя материал феноменологической философии и социологии Гуссерля, Ландгребе, Шюца и др., Хабермас раскрывает структуры «жизненного мира» через коммуникацию, демонстрируя историческое формирование противоположности систем и «жизненного мира».

## Основные направления исследования
Хабермас осуществляет своё исследование по следующим основным направлениям:
- предложение новой критической теории социума, отличной от теорий М. Хоркхаймера и Т. Адорно;
- концепция «освоения жизненного мира», анализируются понятие системы и её связь с индивидом и жизненным миром в исторической перспективе;
- разработка концепции коммуникативной рациональности средствами герменевтики, различных теорий языка;
- разработка теории социального действия (в частности — коммуникативного);
- анализ наиболее значимых тенденций и кризисов современного мира через понятия жизненного мира и системы.

Структура коммуникативного действия, по мнению Хабермаса, такова:
1. «ориентация на взаимопонимание как механизм координации действий»;
2. «ситуация действия и ситуация речи»;
3. «фон жизненного мира», задающий условия и ресурсы взаимопонимания;
4. «сферы референций» или «притязания высказываний на значимость»: взаимопонимание подразумевает достижение согласия на уровне знания, нормы, оценок и чувств.

## Проблематика
Одной из основных проблем, затронутых в «Теории коммуникативного действия», является проблема языка. Это объясняется диалогической формой самой коммуникации, требующей особого внимания к языку, вне которого не может быть в должной мере изучена специфика коммуникативного действия. Социолог воспринимает саму коммуникацию, в процессе которой выявляются смыслы и значения языковых выражений, как интеракцию, опосредованную языком.
Ещё одна значимая проблема исследования — это проблема дискурса, поскольку именно на нём строится анализ социальной обусловленности речевых высказываний. Дискурс, равно как и интеракция, представляется Юргену Хабермасу формой коммуникативного действия, нацеленной на достижение языкового консенсуса, соглашения между субъектами коммуникации, то есть — на установление равновесия между интересами и симметрическое распределение шансов в действиях субъектов коммуникации.